# Haceldama ou le Prix du sang
Pour les articles homonymes, voir Le Prix du sang.
Haceldama ou le Prix du sang est un film français réalisé par Julien Duvivier en 1919.

## Synopsis
Landry Smith vit avec sa pupille, l'orpheline Minnie Pestrat, dans un château corrézien, avec un domestique et une femme de chambre, Kate Lockwood. Celle-ci projette de tuer Smith pour s'emparer de sa fortune. Pour l'aider, elle appelle Bill Stanley, dit Le Loup, un malfrat mexicain qui arrive d'Amérique. Au village, Stanley rencontre Jean Didier, qui vient venger son père, semble-t-il poussé à la ruine et au suicide, vingt-cinq ans plus tôt, par Landry Smith. Sur la route, Didier vient en aide à celui qu'il ignore être Landry Smith, pris à partie par un paysan. Stanley et Didier sont logés dans l'unique auberge du village, tenue par un ancien forçat, peuplée de louches individus.

## Fiche technique
- Réalisation et scénario : Julien Duvivier
- Photographie : Gaston Haon et Julien Duvivier
- Montage : Julien Duvivier
- Production : Burdigala Film - Les Films Julien Duvivier
- Pays de production : France
- Format : Noir et blanc - Muet - 1,33:1 - 35 mm
- Genre : Western
- Durée : 75 min (1.550m)
- Date de sortie en salles :
  - France : 12 décembre 1919

## Distribution
- Suzy Lilé : Minnie Pestrat
- Camille Bert: Bill Stanley, dit : Le Loup
- Séverin-Mars : Landry Smith
- Jean Lorette : Jean Didier
- Pierre Laurel : Pierre Didier
- Yvonne Brionne: Kate Lockwood
- Angèle Decori

## À noter
- Le film a été tourné à Saint-Martial-de-Gimel en Corrèze.